# Winter-Universiade 1970/Nordische Kombination
Bei der Winter-Universiade 1970 wurde ein Wettbewerb in der Nordischen Kombination ausgetragen.

## Bilanz

### Medaillenspiegel
| Platz  | Land        | Gold | Silber | Bronze | Gesamt |
| ------ | ----------- | ---- | ------ | ------ | ------ |
| 1      | Sowjetunion | 1    | 1      | 1      | 3      |
| Gesamt | Gesamt      | 1    | 1      | 1      | 3      |

### Medaillengewinner
| Disziplin | Gold              | Silber       | Bronze           |
| --------- | ----------------- | ------------ | ---------------- |
| Einzel    | Nikolai Nogowizyn | Juri Kosulin | Wladimir Rusinow |